# Valentina Baracco
Valentina Baracco Pena es una productora, empresaria, guionista y cineasta uruguaya.

## Biografía
Baracco estudió en la Universidad ORT Uruguay. Fue productora de guion en edición en el programa de televisión Masterchef Uruguay.
En 2011, funda Monarca Films, junto a Eugenia Olascuaga. Donde su foco es la temática LGBT, discapacidad y tercera edad. 
Dirigió y guionó su primer documental llamado: Ese soplo, teniendo como protagonista a su abuelo. El estreno internacional de la película fue en Philadelphia Latino Film Festival en Estados Unidos.

## Filmografía
- 2013, Collage.   dirección.
- 2017, Matarifes.    producción.
- 2018, Opera prima.   producción.
- 2022, Ese soplo.